# Otton Szymków
Otton Szymków (ur. 20 stycznia 1942 w Lisowcach, zm. 10 stycznia 2022) – polski duchowny katolicki, kanonik gremialny kapituły kruszwickiej, dziekan dekanatu strzeleńskiego, diecezjalny duszpasterz rolników, prezes honorowy zarządu głównego Towarzystwa Czytelni Ludowych, kapelan Rodziny Katyńskiej Ziemi Mogileńskiej, Honorowy Obywatel Strzelna, podporucznik Wojska Polskiego.

## Życiorys
Po aneksji Kresów Wschodnich przez Sowiety w 1945 jego rodzinę repatriowano do Łopienna. Odbywał studia teologiczne w Seminarium Duchownym w Gnieźnie, które kontynuował na Wyższym Seminarium Duchownym Misjonarzy Świętej Rodziny w Kazimierzu Biskupim. Ukończył je w 1983. Święcenia kapłańskie otrzymał w Kazimierzu Biskupim z rąk biskupa Romana Andrzejewskiego. Był wikariuszem w Kłecku (lata 1983-1986) oraz Powidzu (lata 1986-1987). Administrował parafią w Rechcie (lata 1987-1994). Od 1994 do 1997 był proboszczem w Powidzu, a potem w Strzelnie (parafia Świętej Trójcy).
Był zaangażowany charytatywnie, zajmował się edukacją, teatrem, turystyką i kulturą. Był inicjatorem i nadzorował renowację  zabytków klasztoru ponorbertańskiego w Strzelnie. Prowadził liczne prace remontowe na lokalnych cmentarzach. Przyczynił się do odbudowy i ustanowienia kapliczek, figur i krzyży przydrożnych, m.in. w takich miejscowościach, jak Miradz, Strzelno, Młyny, czy Starczewo. Był też diecezjalnym duszpasterzem rolników (m.in. zainicjował działalność Klubu Dobrego Rolnika). W 2004 został kanonikiem gremialnym kapituły przy bazylice kolegiackiej św. Apostołów Piotra i Pawła w Kruszwicy.
Został pochowany w Łopiennie.